# 마르코폴로 콘도 화재
마르코폴로 콘도 화재(Marco Polo condo fire)는 현지 시간으로 2017년 7월 14일 오후 2시 17분 무렵 미국 하와이주 호놀룰루에 일어난 36층 짜리 콘도미니엄 형태의 아파트에서 화재가 발생, 4명이 숨지고 13명의 부상자가 속출되었다. 그러나 이 화재 사고가 일어난 건축물은 와이키키 해변에서 1971년 준공된 초호화 아파트로, 스프링클러 같은 방재 설비가 없는 것은 물론, 2013년 지린성 더후이시 닭고기 가공공장 화재나 그렌펠 타워 화재 참사 등과 비교하여도 대피할 공간도 없고, 주민들의 외부 탈출을 차단시키는 것 외에도 복도가 특정한 곳에 몰려 있어 대피하게 될 통로의 부재, 인천 세일전자 화재 사고와 비슷한 대형 재난 사고가 벌어지기도 하는 등 미국 당국에서의 안전불감증이 증폭되기도 하는 화재 사고인 것으로 드러나고 있다. 더욱이 통로가 하나 뿐이어서 탈출구가 미로처럼 찾을 정도로 헤매는 일이 물론 일어나기도 하였다고 AP 통신과 ABC에 의해 보고된 바 있다.

## 사고의 원인
미국의 ABC 방송에 따르면, 호놀룰루 마르코폴로 레지던스 아파트 26층에서 화재가 발생하여 다른 층까지 확산되었으나, 사망자는 주로 26층에 집중되어 있던 것으로 드러나고 있으며, 이 화재가 28층까지 3개의 층으로 확산시켜서 연소된 상태인 것으로 드러나고 있다. 화재 당시 수백여 명의 주민들이 일제히 대피하게 되는 소동도 벌어졌으며, 2010년 상하이 아파트 화재나 대연각호텔 화재 등을 연상시키는 대형 화재인 것으로 보고되어 있다. 다만 해당 아파트가 와이키키 해변 일대의 외곽에 위치하고 있어, 568가구가 입주하게 되어 있는 상태로, 1가구 기준 평균 56만 달러 이상의 고가에 거래되는 아파트로, 하와이의 부촌이기도 하였던 것으로 전하고 있지만, 화재의 주범이 확인되지 못한 상태에 이른다. 다만 이 사건의 전말인 그렌펠 타워 화재 참사 당시 80명의 사망자가 발생되기도 하는 결과가 보고되자, 금번 화재의 여파에 따라 고층아파트 안전에 대한 주민들의 우려가 커진 상태이기도 하다.

## 연혁
마르코폴로 콘도는 1971년 정식으로 준공되었다. 그러나 이에 앞선 2013년 당시 발생된 화재 때에는 아파트 2가구가 110만 달러의 재산 피해를 입은 상태였지만, 당시 부상자가 없었다.

## 같이 보기
- 2010년 상하이 아파트 화재
- 우신골든스위트 화재
- 대연각호텔 화재
- 그렌펠 타워 화재 참사
- 인천 세일전자 화재
- 2013년 지린성 더후이시 닭고기 가공공장 화재
- 제천 스포츠센터 화재
- 밀양 세종병원 화재
- 플라스코 빌딩 화재 및 붕괴 사고
- 울산 삼환아르누보 화재